# Eliminatórias da Copa do Mundo FIFA de 2010 - Ásia
A zona asiática das eliminatórias para a Copa do Mundo FIFA de 2010 na África do Sul distribuiu 4 vagas diretas e uma para a repescagem contra a Oceania. Organizada pela Confederação Asiática de Futebol (AFC), 43 dos 46 países membros disputaram as vagas para o mundial.
Brunei, Laos e Filipinas foram as seleções que não se inscreveram para as eliminatórias. Pela primeira vez a Austrália tentou a classificação a Copa do Mundo competindo pela Ásia, após ter se retirado da Confederação de Futebol da Oceania em 2006.

## Sorteio
O sorteio para a composição da eliminatória baseou-se na campanha das equipes na Copa do Mundo anterior.
Equipes posicionadas entre 1 e 5 não precisaram disputar as duas primeiras fases eliminatórias e avançaram direto a fase de grupos. Equipes ranqueadas entre 6 e 43 iniciaram a disputa desde a primeira fase, com as equipes entre 6 e 24 enfrentando as posicionadas entre 25 e 43.
Na primeira fase, as oito equipes classificadas com o pior aproveitamento avançaram a segunda fase. As demais equipes avançaram direto a fase de grupos.
| 1º a 5º                                                         | 6º a 24º | 25º a 43º |
| --------------------------------------------------------------- | --- | --- |
| 1. Austrália 2. Coreia do Sul 3. Arábia Saudita 4. Japão 5. Irã | 1. Bahrein 2. Uzbequistão 3. Kuwait 4. Coreia do Norte 5. China 6. Jordânia 7. Iraque 8. Líbano 9. Omã 10. Emirados Árabes Unidos 11. Catar 12. Síria 13. Palestina 14. Tailândia 15. Turcomenistão 16. Tadjiquistão 17. Indonésia 18. Hong Kong 19. Iêmen | 1. Vietnã 2. Quirguistão 3. Maldivas 4. Índia 5. Singapura 6. Sri Lanka 7. Malásia 8. Taipé Chinês 9. Bangladesh 10. Macau 11. Paquistão 12. Afeganistão 13. Mongólia 14. Guam 15. Nepal 16. Camboja 17. Butão 18. Myanmar 19. Timor-Leste |

## Primeira fase
Em 6 de agosto de 2007 foram sorteados os emparelhamentos da primeira fase na sede da AFC em Kuala Lumpur, na Malásia. As partidas realizaram-se durante o mês de outubro de 2007 nos dias 8, 13, 17 e 28, todas datas FIFA.
| Equipe 1    | Total       | Equipe 2               | Ida            | Volta          |
| ----------- | ----------- | ---------------------- | -------------- | -------------- |
| Paquistão   | 0–7         | Iraque                 | 0–7            | 0–01           |
| Uzbequistão | 11–0        | Taipé Chinês           | 9–0            | 2–0            |
| Tailândia   | 13–2        | Macau                  | 6–1            | 7–1            |
| Sri Lanka   | 0–6         | Qatar                  | 0–1            | 0–5            |
| China       | 11–0        | Mianmar                | 7–0            | 4–02           |
| Butão       | (W.O.)      | Kuwait                 | Butão desistiu | Butão desistiu |
| Quirguistão | 2–2 (5–6 p) | Jordânia               | 2–0            | 0–2            |
| Vietnã      | 0–6         | Emirados Árabes Unidos | 0–1            | 0–5            |
| Bahrein     | 4–1         | Malásia                | 4–1            | 0–0            |
| Timor Leste | 3–11        | Hong Kong              | 2–33           | 1–8            |
| Síria       | 5–1         | Afeganistão            | 3–0            | 2–11           |
| Iêmen       | 3–2         | Maldivas               | 3–0            | 0–2            |
| Bangladesh  | 1–6         | Tajiquistão            | 1–1            | 0–5            |
| Mongólia    | 2–9         | Coréia do Norte        | 1–4            | 1–56           |
| Omã         | 4–0         | Nepal                  | 2–0            | 2–0            |
| Palestina   | 0–7         | Singapura              | 0–41           | 0–34           |
| Líbano      | 6–3         | Índia                  | 4–1            | 2–25           |
| Camboja     | 1–5         | Turcomenistão          | 0–1            | 1–4            |
| Guam        | (W.O.)      | Indonésia              | Guam desistiu  | Guam desistiu  |

1Por razões de segurança, o Iraque mandou sua partida em Alepo (Síria), a Palestina jogou em Doha (Qatar) e o Afeganistão jogou como mandante em Dushanbe (Tajiquistão).
2Mianmar jogou como mandante na Malásia.
3Timor Leste jogou como mandante em Bali, na Indonésia.
4Palestina não compareceu para a disputa da partida; Singapura foi considerada vencedora por 3-0.
5Partida não realizada em 28 de outubro devido as fortes chuvas em Chennai. O confronto foi adiado para o dia 30 de outubro em Goa.
6Partida interrompida com vitória parcial da Coréia do Norte por 2-0, completada no dia seguinte.

## Segunda fase
Das 19 seleções classificadas da primeira fase, os oito piores colocados no Ranking da FIFA precisaram disputar a segunda fase. Os outros onze times classificaram-se diretamente para a terceira fase.
| Classificados para a terceira fase 1. Bahrein 2. Uzbequistão 3. Kuwait 4. Coreia do Norte 5. China 6. Jordânia 7. Iraque 8. Líbano 9. Omã 10. Emirados Árabes Unidos 11. Catar | Participantes da segunda fase 1. Síria 2. Tailândia 3. Turcomenistão 4. Tadjiquistão 5. Indonésia 6. Hong Kong 7. Iêmen 8. Singapura |

As partidas foram disputadas em 9 de novembro para a ida e 18 de novembro de 2007 para a volta.
| Equipe 1  | Total | Equipe 2      | Ida | Volta |
| --------- | ----- | ------------- | --- | ----- |
| Hong Kong | 0–3   | Turcomenistão | 0–0 | 0–3   |
| Indonésia | 1–11  | Síria         | 1–4 | 0–7   |
| Singapura | 3–1   | Tajiquistão   | 2–0 | 1–1   |
| Iémen     | 1–2   | Tailândia     | 1–1 | 0–1   |

## Terceira fase
As cinco equipes mais bem classificadas no ranking da FIFA juntaram-se as outras onze equipes classificadas da primeira fase e as quatro equipes classificadas da segunda fase.
| Entraram direto na 3ª fase                                      | Classificados da 1ª fase | Classificados da 2ª fase                            |
| --------------------------------------------------------------- | --- | --------------------------------------------------- |
| 1. Austrália 2. Coreia do Sul 3. Arábia Saudita 4. Japão 5. Irã | 1. Bahrein 2. Uzbequistão 3. Kuwait 4. Coreia do Norte 5. China 6. Jordânia 7. Iraque 8. Líbano 9. Omã 10. Emirados Árabes Unidos 11. Catar | 1. Síria 2. Tailândia 3. Turcomenistão 4. Singapura |

Nessa fase as 20 equipes restantes foram divididas em cinco grupos de quatro equipes cada, de acordo com o sorteio realizado em Durban, na África do Sul, em 25 de novembro de 2007. Definidos os grupos, as equipes se enfrentaram em partidas de ida e volta, classificando-se para a fase final os dois primeiros colocados de cada grupo.

### Grupo 1
| Equipe    | Pts | J | V | E | D | GP | GC | SG |
| --------- | --- | - | - | - | - | -- | -- | -- |
| Austrália | 10  | 6 | 3 | 1 | 2 | 7  | 7  | +4 |
| Catar     | 10  | 6 | 3 | 1 | 2 | 5  | 6  | -1 |
| Iraque    | 7   | 6 | 2 | 1 | 3 | 4  | 6  | -2 |
| China     | 6   | 6 | 1 | 3 | 2 | 3  | 4  | -1 |

|           | AUS | CHN | IRQ | QAT |
| --------- | --- | --- | --- | --- |
| Austrália |     | 0–1 | 1–0 | 3–0 |
| China     | 0–0 |     | 1–2 | 0–1 |
| Iraque    | 1–0 | 1–1 |     | 0–1 |
| Qatar     | 1–3 | 0–0 | 2–0 |     |

Em 26 de maio de 2008 a FIFA decidiu suspender o Iraque de competições internacionais após a federação de futebol ter sido dissolvida pelo governo local em 20 de maio. A suspensão foi provisória e condicionalmente revogada em 29 de maio.

### Grupo 2
| Equipe    | Pts | J | V | E | D | GP | GC | SG |
| --------- | --- | - | - | - | - | -- | -- | -- |
| Japão     | 13  | 6 | 4 | 1 | 1 | 12 | 3  | +9 |
| Bahrein   | 11  | 6 | 3 | 2 | 1 | 7  | 5  | +2 |
| Omã       | 8   | 6 | 2 | 2 | 2 | 5  | 7  | -2 |
| Tailândia | 1   | 6 | 0 | 1 | 5 | 5  | 14 | -9 |

|           | JPN | BHR | OMA | THA |
| --------- | --- | --- | --- | --- |
| Japão     |     | 1–0 | 3–0 | 4–1 |
| Bahrein   | 1–0 |     | 1–1 | 1–1 |
| Omã       | 1–1 | 0–1 |     | 2–1 |
| Tailândia | 0–3 | 2–3 | 0–1 |     |

### Grupo 3
| Equipe          | Pts | J | V | E | D | GP | GC | SG  |
| --------------- | --- | - | - | - | - | -- | -- | --- |
| Coreia do Sul   | 12  | 6 | 3 | 3 | 0 | 10 | 3  | +7  |
| Coreia do Norte | 12  | 6 | 3 | 3 | 0 | 4  | 0  | +4  |
| Jordânia        | 7   | 6 | 2 | 1 | 3 | 6  | 6  | 0   |
| Turcomenistão   | 1   | 6 | 0 | 1 | 5 | 1  | 12 | -11 |

|                 | KOR | PRK | JOR | TKM |
| --------------- | --- | --- | --- | --- |
| Coréia do Sul   |     | 0–0 | 2–2 | 4–0 |
| Coréia do Norte | 0–0 |     | 2–0 | 1–0 |
| Jordânia        | 0–1 | 0–1 |     | 2–0 |
| Turcomenistão   | 1–3 | 0–0 | 0–2 |     |

### Grupo 4
| Equipe         | Pts | J | V | E | D | GP | GC | SG  |
| -------------- | --- | - | - | - | - | -- | -- | --- |
| Arábia Saudita | 15  | 6 | 5 | 0 | 1 | 14 | 5  | +9  |
| Uzbequistão    | 15  | 6 | 5 | 0 | 1 | 15 | 7  | +8  |
| Singapura      | 6   | 6 | 2 | 0 | 4 | 7  | 13 | -6  |
| Líbano         | 0   | 6 | 0 | 0 | 6 | 3  | 14 | -11 |

|                | KSA | UZB | LIB | SIN |
| -------------- | --- | --- | --- | --- |
| Arábia Saudita |     | 4–0 | 4–1 | 2–0 |
| Uzbequistão    | 3–0 |     | 3–0 | 1–0 |
| Líbano         | 1–2 | 0–1 |     | 1–2 |
| Singapura      | 0–2 | 3–7 | 2–0 |     |

### Grupo 5
| Equipe                 | Pts | J | V | E | D | GP | GC | SG |
| ---------------------- | --- | - | - | - | - | -- | -- | -- |
| Irã                    | 12  | 6 | 3 | 3 | 0 | 7  | 2  | +5 |
| Emirados Árabes Unidos | 8   | 6 | 2 | 2 | 2 | 7  | 7  | 0  |
| Síria                  | 8   | 6 | 2 | 2 | 2 | 7  | 8  | -1 |
| Kuwait                 | 4   | 6 | 1 | 1 | 4 | 8  | 12 | -4 |

|                 | IRN | KUW | UAE | SYR |
| --------------- | --- | --- | --- | --- |
| Irã             |     | 2–0 | 0–0 | 0–0 |
| Kuwait          | 2–2 |     | 2–3 | 4–2 |
| Emirados Árabes | 0–1 | 2–0 |     | 1–3 |
| Síria           | 0–2 | 1–0 | 1–1 |     |

Em 30 de outubro de 2007, a Federação Kuwaitiana de Futebol foi suspensa das competições internacionais pela FIFA. A suspensão foi condicionalmente revogada em 9 de novembro de 2007.

## Quarta fase
Nesta última fase, as 10 seleções restantes foram divididas em dois grupos com 5 equipes cada. Os dois mais bem colocados de cada grupo classificaram-se para a Copa do Mundo de 2010. Os terceiros colocados de cada grupo disputaram entre si a vaga na repescagem em dois jogos, valendo o critério do gol fora de casa. O vencedor disputará contra o campeão das eliminatórias da Oceania (Nova Zelândia) uma última vaga no mundial.
O sorteio que definiu a composiçao dos grupos foi realizada a 27 de junho de 2008 em Kuala Lumpur, na Malásia.
|  | Equipes qualificadas para a Copa do Mundo de 2010 |
|  | Equipes qualificadas para a repescagem            |
|  | Equipes eliminadas                                |

### Grupo A
| Equipe      | Pts | J | V | E | D | GP | GC | SG  |
| ----------- | --- | - | - | - | - | -- | -- | --- |
| Austrália   | 20  | 8 | 6 | 2 | 0 | 12 | 1  | +11 |
| Japão       | 15  | 8 | 4 | 3 | 1 | 11 | 6  | +5  |
| Bahrein     | 10  | 8 | 3 | 1 | 4 | 6  | 8  | -2  |
| Catar       | 6   | 8 | 1 | 3 | 4 | 5  | 14 | -9  |
| Uzbequistão | 4   | 8 | 1 | 1 | 6 | 5  | 10 | -5  |

|             | AUS | BHR | JPN | QAT | UZB |
| ----------- | --- | --- | --- | --- | --- |
| Austrália   |     | 2–0 | 2–1 | 4–0 | 2–0 |
| Bahrein     | 0–1 |     | 2–3 | 1–0 | 1–0 |
| Japão       | 0–0 | 1–0 |     | 1–1 | 1–1 |
| Qatar       | 0–0 | 1–1 | 0–3 |     | 3–0 |
| Uzbequistão | 0–1 | 0–1 | 0–1 | 4–0 |     |

### Grupo B
| Equipe                 | Pts | J | V | E | D | GP | GC | SG  |
| ---------------------- | --- | - | - | - | - | -- | -- | --- |
| Coreia do Sul          | 16  | 8 | 4 | 4 | 0 | 12 | 4  | +8  |
| Coreia do Norte        | 12  | 8 | 3 | 3 | 2 | 7  | 5  | +2  |
| Arábia Saudita         | 12  | 8 | 3 | 3 | 2 | 8  | 8  | 0   |
| Irã                    | 11  | 8 | 2 | 5 | 1 | 8  | 7  | +1  |
| Emirados Árabes Unidos | 1   | 8 | 0 | 1 | 7 | 6  | 17 | -11 |

|                 | KSA | PRK | KOR | UAE | IRN |
| --------------- | --- | --- | --- | --- | --- |
| Arábia Saudita  |     | 0–0 | 0–2 | 3–2 | 1–1 |
| Coreia do Norte | 1–0 |     | 1–1 | 2–0 | 0–0 |
| Coreia do Sul   | 0–0 | 1–0 |     | 4–1 | 1–1 |
| Emirados Árabes | 1–2 | 1–2 | 0–2 |     | 1–1 |
| Irã             | 1–2 | 2–1 | 1–1 | 1–0 |     |

## Repescagem

### Quinto colocado da AFC
As equipes que finalizaram em terceiro lugar em seus grupos na quarta fase disputaram entre si em partidas de ida e volta para definir o representante da Ásia na repescagem final. Os jogos foram disputados nos dias 5 e 9 de setembro de 2009. A ordem dos confrontos foi definida no Congresso da FIFA realizado em 2 de junho de 2009 em Nassau, nas Bahamas.
| Equipe 1 | Total    | Equipe 2       | Ida | Volta |
| -------- | -------- | -------------- | --- | ----- |
| Bahrein  | 2–2 (gv) | Arábia Saudita | 0–0 | 2–2   |

Resultados
| 5 de setembro de 2009 22:00 (UTC+3) | Bahrein | 0 – 0     | Arábia Saudita | Estádio Nacional do Bahrein, Riffa            |
|                                     |         | Relatório |                | Público: 16,000 Árbitro: JPN Yuichi Nishimura |

| 9 de setembro de 2009 22:15 (UTC+3) | Arábia Saudita                        | 2 – 2     | Bahrein                      | Estádio Internacional Rei Fahd, Riad         |
|                                     | Al-Shamrani 13' · Al-Montashari 90+1' | Relatório | Okwunwanne 42' · Latif 90+3' | Público: 50,000 Árbitro: UZB Ravshan Irmatov |

### Ásia-Oceania
A equipe classificada como quinto colocado da Ásia enfrentou a Nova Zelândia, vencedor das eliminatórias da Oceania em partidas de ida e volta. O vencedor classificou-se a Copa do Mundo de 2010. As partidas foram disputadas em 10 de outubro e 14 de novembro de 2009. A ordem dos confrontos foi definida no Congresso da FIFA realizado em 2 de junho de 2009 em Nassau.
| Equipe 1 | Total | Equipe 2      | Ida | Volta |
| -------- | ----- | ------------- | --- | ----- |
| Bahrein  | 0–1   | Nova Zelândia | 0–0 | 0–1   |

Resultados
| 10 de outubro de 2009 | Bahrein | 0 – 0     | Nova Zelândia | Estádio Nacional do Bahrein, Riffa         |
| 18:30 (UTC+3)         |         | Relatório |               | Público: 37,000 Árbitro: HUN Viktor Kassai |

| 14 de novembro de 2009 | Nova Zelândia | 1 – 0     | Bahrein | Westpac Stadium, Wellington                  |
| 20:00 (UTC+13)         | Fallon 45'    | Relatório |         | Público: 36,500 Árbitro: URU Jorge Larrionda |

## Artilharia
Classificação final de artilheiros.
| 8 gols - THA Sarayoot Chaikamdee - UZB Maksim Shatskikh 6 gols - KUW Ahmad Al Azemi - UAE Ismaeil Matar 5 gols - KOR Park Ji-Sung - LIB Mohamad Gaddar - QAT Sebastián Quintana - SYR Ziad Chabo 4 gols - AUS Tim Cahill - HKG Cheng Siu Wai - IRN Javad Nekounam - IRQ Mahdi Karim - JOR Hasan Abdel Mahmoud - KOR Park Chu-Young - KSA Abdoh Autef - PRK Hong Yong-Jo - PRK Jong Chol-Min - SIN Aleksandar Duric - SYR Jehad Alhoussain - SYR Raja Rafe - TJK Numordzhon Hakimov - UZB Server Djeparov 3 gols - AUS Brett Emerton - AUS Joshua Kennedy - AUS Harry Kewell - BHR Mahmood Abdulrahman - BHR Aala Hubail - BHR Salman Isa - HKG Chan Siu Ki - IRQ Emad Mohammed - JPN Yasuhito Endo - JPN Shunsuke Nakamura - JPN Yuji Nakazawa - JPN Marcus Tulio Tanaka - KOR Kim Do-Heon - KSA Malek Al Hawsawi - KSA Yasser Al Khatani - KSA Redha Tukar - PRK Pak Chol-Min - SIN John Wilkinson - SYR Mohamed Al Zeno - QAT Sayd Ali Bechir - THA Datsakorn Thonglao - THA Teeratep Winothai - TLS Emílio da Silva - UAE Mohamed Al Shehhi - UZB Odil Ahmedov - UZB Timur Kapadze - UZB Farhod Tadjiyev 2 gols - AUS Marco Bresciano - BHR Fouzi Aaish - BHR Abdulla Fatadi - BHR Ismaeel Latif - BHR Jaycee Okwunwanne - CHN Kim Seng Chan - CHN Liu Jian - CHN Qu Bo - IND Sunil Chetri - IRN Gholamreza Rezaei - IRN Masoud Shojaei - IRQ Nashat Akram - JPN Kengo Nakamura - JPN Yoshito Okubo | 2 gols (continuação) - JPN Keiji Tamada - KOR Ki Sung-Yong - KOR Kwak Tae-Hee - KOR Lee Keun-Ho - KOR Seol Ki-Hyeon - KSA Ahmed Al Fraidi - KSA Saad Al Harthi - KSA Naif Hazazi - LIB Mahmoud El Ali - OMA Ismail Al Ajmi - OMA Amad Ali - PRK Choe Kum-Chol - PRK Mun In-Guk - QAT Fabio Montesin - SIN Noh Shah - SIN Jia Yi Shi - SYR Feras Ismail - SYR Firas Al Khatib - THA Teerasil Dangda - TKM Artur Gevorkyan - TKM Mamedaly Karadanov - TKM Mekan Nasyrov - UAE Basheer Saeed - UZB Victor Karpenko 1 gol - AFG Obaidullah Karimi - AUS David Carney - AUS Scott Chipperfield - AUS Mile Sterjovski - BAN Zumratul Hossain Mithu - CAM Samel Nasa - CHN Du Zhenyu - CHN Li Jinyu - CHN Li Weifeng - CHN Sun Xiang - CHN Wu Weian - CHN Yang Lin - CHN Zhang Yaokun - CHN Zheng Bin - CHN Zheng Zhi - CHN Zhou Haibin - HKG Cheung Sai Ho - HKG Lan Ka Wai - HKG Lo Kwan Yee - IDN Budi Sudarsono - IND Steven Dias - IRN Karim Bagheri - IRN Seyed Hosseini - IRN Ali Karimi - IRN Mohsen Khalili - IRN Mehdi Mahdavikia - IRN Alireza Vahedi - IRN Ferydoon Zandi - IRQ Jasim Al Hamd - IRQ Hawar Mulla Mohammed - JOR Waseem Albzoor - JOR Hatem Aqel - JOR Thaer Bawab - JOR Mahmoud Shelbaieh - JPN Seiichiro Maki - JPN Shinji Okazaki - JPN Tatsuya Tanaka - JPN Atsuto Uchida - KGZ Aibek Bokoev - KGZ Cholponbek Esenkul Uulu - KGZ Sayed Mohamed Adnan - KOR Kim Chi-Woo - KSA Osama Al Harbi - KSA Nasser Al-Shamrani | 1 gol (continuação) - KSA Hamad Al-Montashari - KSA Osama Hawsawi - KUW Fahad Al Rashidi - KUW Waleed Jumah - LIB Roda Antar - MAS Mohd Bunyamin Umar - MDV Ali Ashfaq - MDV Qasim Shamweel - MGL Lumbengarav Donorov - MGL Odkhuu Selenge - NZL Rory Fallon - OMA Fouzi Bashir - OMA Ahmed Mubarak - OMA Mohamed Al Hinai - OMA Hashim Saleh Mohamed - OMA Hassan Yousuf - PRK An Chol-Hyok - PRK Jon Kwang-Ik - PRK Jong Tae-Se - PRK Kim Kuk-Jin - PRK Pak Nam-Chol - QAT Khalfan Al Khalfan - QAT Saad Al Shammari - QAT Talal Albloushi - QAT Magid Hassan - QAT Majdi Siddiq - QAT Ali Afif Yahya - SIN Mustafic Fahrudin - SIN Fazrul Shahul - SYR Maher Al Said - SYR Aatef Jenyat - SYR Sanharib Malki - THA Patiparn Phetphun - THA Tawan Sripan - THA Nirut Surasiang - THA Sukha Suree - TJK Dzhamikhon Muhidinov - TJK Dilshod Vasiev - TKM Vladimir Bayramov - TKM Jamshed Ismailov - TKM Arif Mirzoev - TKM Guvanch Ovekov - UAE Ahmed Mohamed Mubarak - UAE Ismail Al Hammadi - UAE Saeed Al Kas - UAE Abdulraheem Jumaa - UAE Faisal Khalil - UAE Subait Khater - UAE Saif Mohamed - UAE Nawaf Mubarak - UZB Ulugbek Bakaev - UZB Vitaliy Denisov - UZB Alexander Geynrikh - UZB Aziz Ibragimov - UZB Islom Innomov - UZB Shavkat Salomov - UZB Anvarjon Soliev - UZB Ilhomjon Suyunov - YEM Ali Al Nono - YEM Fekri Al Hubaishi - YEM Mohammed Salem - YEM Haitham Thabit Gols contra - JPN Marcus Tulio Tanaka (para o Bahrein) - LIB Ramez Dayoub (para a Singapura) - QAT Ahmed Faris Al-Binali (para o Japão) - SYR Anas Al Khouja (para o Kuwait) - TLS Alfredo Esteves (para Hong Kong) - UAE Fares Juma (para a Arábia Saudita) |